# Геноцид рохинджа
Геноцид рохинджа — гонения и убийства представителей мусульманского народа рохинджа в Мьянме, осуществляемые вооружёнными силами и полицией. Народ рохинджа проживал в Мьянме преимущественно на северо-западе страны, в соседнем с Бангладеш штатом Ракхайн. В то время как большинство мьянманцев — буддисты, рохинджа традиционно исповедуют суннитский ислам. Буддистские националисты рассматривают их не как коренных жителей Мьянмы, а как чужаков, пришедших из Бангладеш, которых следовало бы изгнать из страны. Рохинджа не имеют гражданства Мьянмы и являются апатридами. Конфликты между буддистами-мьянманцами и мусульманами-рохинджа длились на протяжении десятилетий со времён провозглашения независимости. Они перешли в острую фазу в 2016 и 2017 годах, когда правительство страны в ответ на нападения Армии спасения рохинджа Аракана на пограничные и полицейские посты организовало в Ракхайне масштабные военные и полицейские операции. Международные организации, в том числе ООН и Международный уголовный суд, обвиняли мьянманских военных в широкомасштабных нарушениях прав человека, включая внесудебные казни, групповые изнасилования, поджоги и детоубийства. С 2017 года около миллиона рохинджа бежало из Мьянмы в соседние страны, в основном через границу в Бангладеш. У бангладешского города Кокс-Базар возник крупнейший в мире лагерь беженцев Кутупалонг, где к 2020 году проживало около 600 тысяч беженцев из Мьянмы. С 2021 года в Мьянме идёт гражданская война, что делает судьбу беженцев неопределённой. 

## Предпосылки

### Этническая ситуация
Мьянма, также известная как Бирма, — это страна в Юго-Восточной Азии, окружённая Бенгальским заливом, Бангладеш и Индией на западе, Китаем, Лаосом и Таиландом на востоке. Демократия появилась в Мьянме совсем недавно, согласно договорённости с военными, которые разрешили провести свободные выборы 8 ноября 2015 года, в результате которых лауреат Нобелевской премии мира Аун Сан Су Чжи пришла к власти после нескольких лет домашнего ареста.
Мьянма является преимущественно буддистским регионом (88-90 % населения), с меньшинствами представителей других религий, включая малочисленное мусульманское меньшинство (4 %), большей части из которого запрещено голосовать и запрашивать гражданство (исключение — каманы). В стране преобладает бирманское большинство (68 %), традиционно исповедующее буддизм.
Север штата Ракхайн стал преимущественно мусульманским в результате действий вооружённых отрядов Рохинджа в 1942 году. Согласно британскому отчёту, после межрелигиозных столкновений «территория, затем оккупированная нами, представляла собой почти полностью мусульманскую страну».
Несколько других этнических групп подвергаются дискриминации, жестокому обращению и безнадзорности со стороны правительства. В западной прибрежной провинции штата Ракхайн преимущественно буддисты-ракхайны (4 %, примерно 2 миллиона человек) и мусульмане-рохинджа (2 %, около 1 миллиона человек) страдают от действий правительства. Трения между буддистскими и мусульманскими сообществами также ведут к насилию, часто действия буддистских националистов направлены на людей рохинджа. Рохинджа — это особая этническая группа со своими языком и культурой, но при этом они имеют долгую историческую связь с Ракхайном.

### История конфликта
Рохинджа описывают себя как потомков арабских торговцев, которые поселились в регионе много поколений назад. Термин «Рохинджа» произошёл от одноимённого названия военно-политического движения 1950-х годов, ставящего целью автономию мусульманского региона. Термин приобрёл популярность с начала 1990-х годов, в то время как до этого времени мусульмане в Бирме обозначались как «бенгальцы». Большинство историков полагают, что рохинджа переселились в Мьянму во времена британского владычества и, в меньшей степени, после независимости Бирмы и войны за независимость Бангладеш в 1971. Правительство Мьянмы отказывает им в гражданстве, называя нелегальными иммигрантами из Бангладеш.
В 1942 году произошла ракхайнская бойня между рохинджа и араканцами-буддистами, после чего регион становился всё более этнически поляризован. Число буддистов, убитых мусульманами, бирманский исследователь Кяу Зан Та оценивает в 50 тыс. человек, десятки тысяч вынуждены были бежать. Рохинджа получили оружие от союзников для борьбы против японских войск, однако направили его против араканцев, убив тысячи жителей. По данным бангладешского исследователя Сайеда Азиз-аль Ахсана, в тот же период бирманцы в сотрудничестве с японскими властями убили много представителей рохинджа и выгнали 40 000 человек на территорию современного Бангладеш. В постколониальный период в регионе бирманские власти проводили военные операции
В современности, история преследования мусульман-рохинджа в Мьянме начинается с 1970-х. С того времени, народ рохинджа постоянно подвергался преследованию со стороны правительства и националистически настроенных буддистов. Напряжённость между различными религиозными группами в стране часто использовалась военными правителями Мьянмы. Согласно информации организации «Международная амнистия», рохинджа страдали от нарушений прав человека в период военных диктатур с 1978 года, в результате чего многие бежали в соседний Бангладеш. В 2005 году Верховный комиссар ООН по делам беженцев оказал помощь в репатриации рохинджа из Бангладеш, но заявления о нарушении прав человека в лагерях для беженцев угрожали предпринятому усилию. В 2015 году 140 000 рохинджа ещё оставались в лагерях для перемещённых лиц после массовых беспорядков 2012 года.
Перед последним совершённым актом насилия, 17 марта 2016 Государственный департамент США в своём докладе о предупреждении жестокого обращения подвёл итог:
Ситуация в штате Ракхайн является мрачной, отчасти из-за сочетания долговременной исторической напряжённости между общинами ракхайн и рохинджа, отчасти из-за социально-политического конфликта, социально-экономической отсталости, продолжающейся маргинализации как ракхайнов, так и рохинджа самим правительством Бирмы. По оценкам Всемирного банка, штат Ракхайн имеет самый высокий уровень бедности в Бирме (78%) и является самым бедным штатом страны. Отсутствие инвестиций со стороны центрального правительства привело к скудной инфраструктуре и социальным услугам низшего уровня, в то время как отсутствие верховенства закона привело к неадекватным условиям безопасности.

Как сообщается, члены общины рохинджа сталкиваются с нарушениями со стороны правительства Бирмы, в том числе с пытками, незаконными арестами и задержаниями, ограничением передвижения, ограничением в исполнении религиозных ритуалов и дискриминацией в трудоустройстве и доступе к социальным службам. В 2012 году межнациональные конфликты привели к гибели примерно 200 рохинджа и перемещению 140 000 человек. В период с 2013 по 2015 год отдельные случаи насилия по отношению к представителям народа рохинджа продолжили иметь место.

## Нападения на пограничные полицейские пункты
Согласно государственным отчётам Мьянмы, 9 октября 2016 года вооружённые лица атаковали около 30 пунктов пограничной полиции в штате Ракхайн, в результате чего погибли не менее 9 полицейских и ещё 4 на следующий день столкновений. Склады оружия и боеприпасов также были разграблены. Главным образом, атака произошла в пригороде Маундо. Неделю спустя, недавно сформированная повстанческая группа Харака аль-Якин взяла на себя ответственность за нападение.
В конце сентября 2017 некий Абу Алям, представившийся членом «Армии спасения рохинджа Аракана», в интервью журналисту Channel NewsAsia Джеку Боарду заявил, что они умышленно устроили нападения на военнослужащих армии Мьянмы с целью вызвать ответные зачистки и таким образом заострить внимание мирового сообщества на преследованиях рохинджа со стороны властей.. В свою очередь заместитель командира Армии спасения рохинджа Аракана Мухаммед объяснил причину нападению следующим образом: «Умереть быстро лучше, чем умирать медленно. Они пытали нас день за днём, другого варианта не было. Мы знали, что будет, но решили пойти на это». В той же статье отмечается, что командир Армии спасения рохинджа Аракана Ата Улла провёл много времени в Саудовской Аравии (его видели там в 2012 году) и Пакистане. Местные мусульмане вроде на словах поддержали рохинджа, но от конкретной помощи отказались.
24 сентября 2017 армия Мьянмы по запаху разложения нашла в штате Ракхайн двойное захоронение из 28 индуистов (20 женщин и 8 мужчин и мальчиков). Власти Мьянмы выступили с обвинением Армии спасения рохинджа Аракана в том, что 300 её членов захватили в плен 100 жителей окрестных деревень и большую часть из них убили. 25 сентября корреспондент новостного агентству Франс-Пресс Айдан Джонс отмечал, что местные индуисты утверждали, что они снова подверглись атакам со стороны вооружённых палками и ножами повстанцев рохинджа, многие индуисты были убиты, а других нападавшие увели в лес. В свою очередь Би-би-си указало, что подобные «заявления не могут быть подвергнуты независимой проверке», поскольку власти страны «ограничили журналистов и независимых наблюдателей в свободном передвижении в штате Ракхайн, ссылаясь на соображения безопасности», хотя и отметило, что её репортёр разговаривал с пострадавшими и те также заявили, что они подвергались угрозам и нападению повстанцев из Армии спасения рохинджа Аракана, которые, по их словам, убивали индуистов и сжигали дома.

## Преследование
Люди рохинджа описываются как «одни из имеющих наименее благоприятное отношение к себе меньшинств в мире»[проверить перевод] и «одни из самых преследуемых меньшинств в мире». Рохинджа лишены права на свободное передвижение и высшее образование. Им также отказано в получении гражданства Мьянмы с момента принятия национального закона о гражданстве. Рохинджа не разрешено перемещаться без официального разрешения, а ранее с них потребовали подписать обязательство не иметь более двух детей, хотя закон и не был строго соблюдён. Также их постоянно подвергают принудительному труду, когда они вынуждены работать раз в неделю на военных и правительственных проектах и одну ночь стоять в карауле. Люди рохинджа потеряли много пахотных земель, конфискованных военными для того, чтобы отдать их буддистским поселенцам из других регионов Мьянмы.
После инцидентов с полицейскими постами, военные силы Мьянмы начали масштабное преследование в деревнях на севере Ракхайна. В ходе первоначальной операции десятки людей были убиты и многие арестованы. С продолжением преследования возросло количество жертв. Происходили произвольные аресты, внесудебные казни, групповые изнасилования, жестокость в отношении гражданских лиц и мародёрство. Согласно сообщениям СМИ, к декабрю 2016 года сотни рохинджа были убиты, многие покинули Мьянму в качестве беженцев, чтобы найти убежище в близлежащих районах Бангладеш.

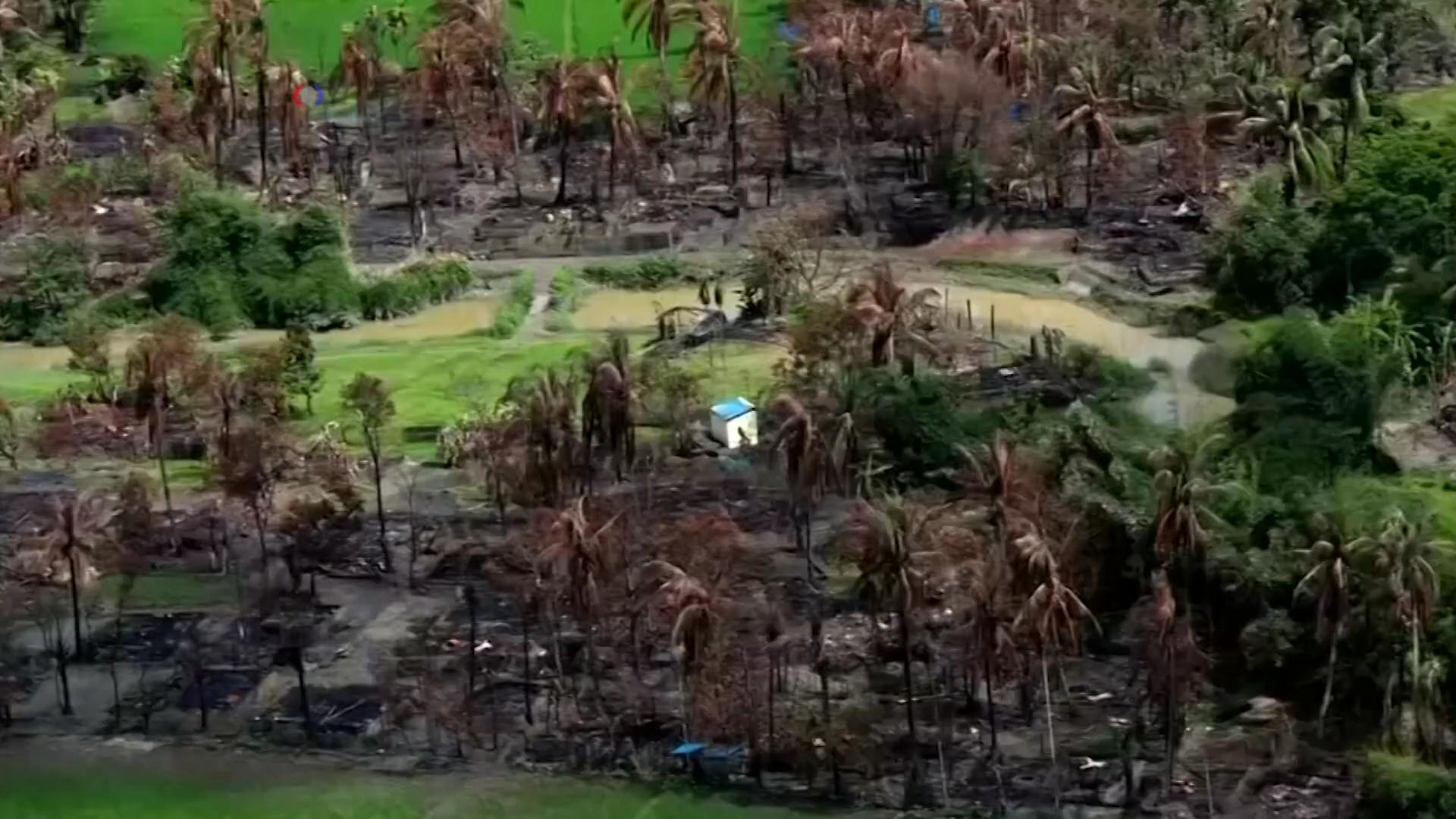
Сожжённая деревня рохинджа

В ноябре 2016 года организация «Хьюман Райтс Вотч» («Страж прав человека») продемонстрировала снимки со спутника, на которых видно, что около 1250 домов рохинджа были сожжены силами безопасности. СМИ и правозащитные группы часто сообщали о нарушениях прав человека военными силами Мьянмы. Во время одного из инцидентов в ноябре, военные Мьянмы использовали вертолёты для стрельбы и убийства жителей деревни. По состоянию на ноябрь 2016 года, Мьянма всё ещё не позволила СМИ и правозащитным группам проникнуть в преследуемые районы. Следовательно, точные цифры потерь гражданского населения остаются неизвестными. Штат Ракхайн был прозван «информационной чёрной дырой».
Те, кто покинул Мьянму, чтобы избежать преследования, сообщали, что женщин подвергали групповому изнасилованию, мужчин убивали, дома поджигали и бросали в них маленьких детей. Лодки, перевозившие беженцев рохинджа по реке Наф, часто обстреливались военными силами Мьянмы.
3 февраля 2017, Управление Верховного комиссара ООН по правам человека опубликовало отчёт, основанный на показаниях более чем 200 беженцев рохинджа, в котором говорится, что злоупотребления включали в себя групповые изнасилования, массовые убийства и детоубийства. Почти половина опрошенных заявила, что члены их семей были убиты. Половина опрошенных женщин сообщила, что они были изнасилованы или подверглись сексуальному насилию: в докладе сексуальное насилие описывается как «массовое и систематическое». Армии и полиции вменялись поджоги «домов, школ, рынков, магазинов и мечетей», принадлежавших или использовавшихся общинами рохинджа.
В марте 2017 года полицейский документ, полученный Рейтер, представил собой список 423 рохинджа, задержанных полицией с 9 октября 2016, 13 из которых — дети, самому младшему было 10 лет.
Два офицера полиции Маундо подтвердили подлинность документов и обосновали аресты тем, что, по словам одного из них: «Мы — полиция, должны арестовывать тех, кто связан с нападавшими, неважно дети они или нет, но суд решит, если они виноваты; мы не те, кто решает». Полиция Мьянмы также утверждала, что дети признались в предполагаемых преступлениях во время допросов, и что они в процессе не подвергались избиениям и давлению. Средний возраст задержанных составляет 34 года, самому младшему — 10 лет, старшему — 75.

## Кризис беженцев

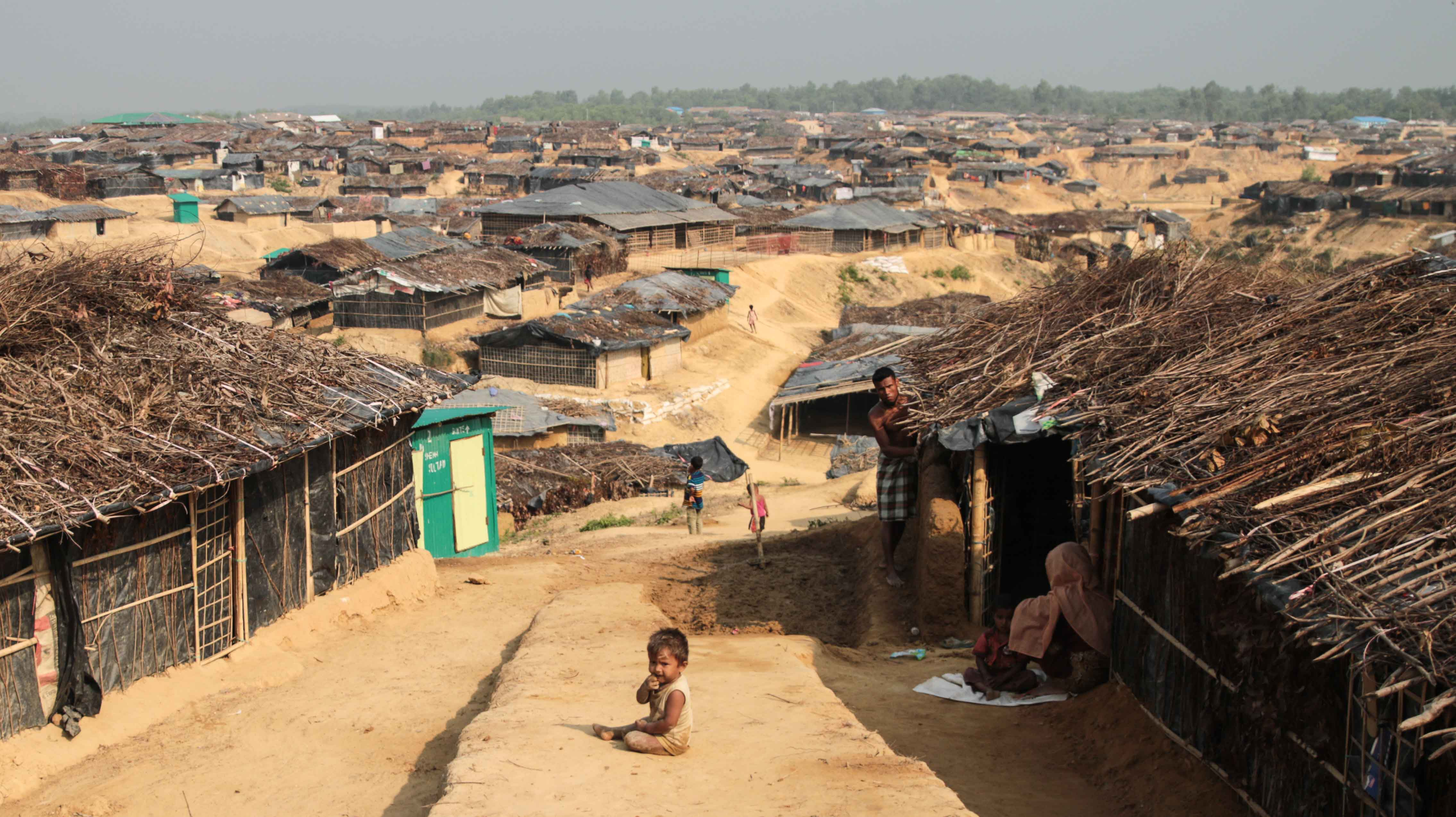
Лагерь беженцев Кутаполонг в Бангладеш. (Март 2017, John Owens/VOA)

По оценкам, 92000 рохинджа были переселены из-за актов насилия к январю 2017; около 65000 сбежали из Мьянмы в соседнюю Бангладеш в промежуток между октябрём 2016 и январём 2017, в то время как ещё 23000 человек стали внутренне перемещёнными лицами.
В феврале 2017 правительство Бангладеш объявило о плане по переселению новых беженцев и 232 000 рохинджа, въехавших в страну ранее, на Тенгар Чар, осадочный остров в Бенгальском заливе. Остров впервые появился примерно в 2007, образовавшись из вымытого ила реки Мегхны. Ближайшая заселённая территория, остров Хатия, находится в 30 километрах. Информационные агентства цитируют местного чиновника, который описывает план как «страшный». Этот шаг существенно увеличил оппозицию ряда сторон. Правозащитные организации описали план как вынужденное переселение. Кроме того, были подняты опасения касательно условий жизни на острове, который является низменным и подвержен наводнениям. Остров был описан как «пригодный для жизни только зимой и убежище для пиратов». Он находится в девяти часах езды от лагерей, где в настоящее время проживают беженцы рохинджа.
В ноябре 2017 г. Мьянма и Бангладеш подписали меморандум о взаимопонимании о возвращении беженцев. Власти Мьянмы готовы принимать обратно рохинджа, как только Бангладеш предоставит документы, содержащие личные данные беженцев.

## Связанные инциденты
В январе 2017 года, по меньшей мере, 4 офицера полиции были задержаны правительством после того, как в ноябре 2016 в Интернете появилось видео, в котором представители сил безопасности избивают мусульман-рохинджа. В этом видео мужчины и мальчики рохинджа были вынуждены сидеть рядами, заложив руки за головы, пока их били дубинками и пинали. Это стало первым случаем, когда правительство наказало собственные службы безопасности в регионе, с момента начала преследований.
21 января 2017 года тела трёх мужчин рохинджа были обнаружены в неглубоких могилах в Маундо.
Мужчины были местными жителями, которые работали в тесном контакте с местной администрацией, и правительство считает, что они были убиты повстанцами в рамках карательной атаки.
4 июля 2017 года в Ситуэ толпа из, по меньшей мере, 100 буддистов-ракхайнов напала с кирпичами на 7 мужчин рохинджа из лагеря Дапаинг для внутренне перемещённых лиц,, убив одного и серьёзно ранив других. Мужчины рохинджа сопровождались полицией в доки Ситуэ, чтобы приобрести лодки, но были атакованы, несмотря на то, что поблизости присутствовали вооружённые охранники. По словам представителя Министерства внутренних дел Мьянмы, невооружённый младший полицейский был с людьми рохинджа во время атаки, но не смог остановить нападавших.

## Критика
Военное преследование рохинджа вызвало критику от различных сторон. Правозащитная группа «Международная амнистия» и такие организации, как ООН, обозначили военное преследование меньшинства рохинджа как преступления против человечества и заявили, что военные сделали мирных жителей целью «систематической кампании насилия».
Аун Сан Су Чжи критикуют, в частности, за её молчание и отсутствие действий по этому вопросу, а также за то, что ей не удалось предотвратить нарушение прав человека военными. В ответ она заявила: «Покажите мне страну без вопросов касательно прав человека». Бывший глава ООН Кофи Аннан, после недельного пребывания в штате Ракхайн, выразил глубокую обеспокоенность в связи с сообщениями о нарушениях прав человека в этом регионе. Он возглавлял комиссию, состоящую из 9 членов и сформированную в августе 2016, чтобы разобраться в ситуации в штате и составить рекомендации для её улучшения.
Государственный департамент США также выразил озабоченность относительно насилия в Ракхайне и перемещении рохинджа. Правительство Малайзии осудило репрессии в штате Ракхайн, на фоне продолжающихся протестов в стране. На митинге протеста в начале декабря, премьер-министр Малайзии Наджиб Разак раскритиковал власти Мьянмы за военное преследование мусульман-рохинджа и назвал происходящее «геноцидом». Ранее, назвав насилие против меньшинства мусульман-рохинджа «этнической чисткой», Малайзия заявила, что «этот вопрос вызывает озабоченность международного сообщества». Малайзия также отменила два футбольных матча с Мьянмой в знак протеста.
В ноябре 2016 года старший сотрудник ООН Джон МакКиссик обвинил Мьянму в проведении этнической чистки в Ракхайне, чтобы освободить территорию от мусульманского меньшинства. МакКиссик является главой агентства по делам беженцев ООН, которое базируется в городе Кокс Базар, в Бангладеш. Позже в том же месяце, Бангладеш вызвала посла Мьянмы в своей стране, чтобы выразить «огромную обеспокоенность» по поводу преследования рохинджа.
В декабре 2016 года ООН решительно раскритиковала правительство Мьянмы за плохое обращение с народом рохинджа и назвала его подход «бездушным». ООН также призвала Аун Сан Су Чжи, государственного советника Мьянмы (де-факто главу правительства) и лауреата Нобелевской премии мира, принять меры для прекращения насилия по отношению к рохинджа. В своём отчёте, опубликованном в феврале 2017, ООН заявила, что преследования рохинджа включают в себя серьёзные нарушения прав человека. Уполномоченный по правам человека ООН Зейд Раад Аль-Хуссейн заявил: «Жестокость, которой подвергаются дети рохинджа, невыносима, — какая ненависть может заставить человека заколоть ребёнка, плачущего без молока матери?» Представитель правительства заявил, что обвинения очень серьёзны и будут проведены расследования.
23 мая 2017 года доклад, опубликованный военными, отверг обвинения, выдвинутые Управлением Верховного комиссара ООН по правам человека в феврале, заявив, что «из 18 обвинений, включённых в отчёт, 12 были признаны неверными, а остальные 6 названы ложными или сфабрикованными, основанными на лжи и выдумках».
В начале сентября 2017 года в России прошли митинги мусульман в поддержку рохинджа. Так в Москве несанкционированный митинг у посольства Мьянмы собрал несколько тысяч человек, среди которых были депутат Государственной думы А. С. Делимханов и председатель Духовного управления мусульман Азиатской части России муфтий Н. Х. Аширов. В Махачкале 200 человек выразили свою поддержку, проведя шествие. В Грозном на площади у мечети «Сердце Чечни» прошёл многотысячный митинг, в котором принял участие глава Чечни Р. А. Кадыров, который заявил, что события в Мьянме являются «преступлением против человечности» и высказал мнение, что военные этой страны подобны надзирателям в лагерях смерти нацистской Германии. В начале октября Общественный фонд имени Ахмата Кадырова выделил на оказание материальной помощи рохинджа 1 млн долл.
В августе 2018 года вышел доклад миссии комитета ООН по правам человека по изучению ситуации в Мьянме. В докладе говорится, что действия правительства и вооружённых сил Мьянмы против народа рохинджа несут признаки геноцида и должны быть расследованы. Комитет призвал Международный уголовный суд обратить внимание на положение дел в стране. Авторы доклада утверждают, что жертвами массовых убийств в регионе «по консервативной оценке» стали десять тысяч человек. Количество беженцев из числа рохинджа они оценили в 700 тысяч. Согласно докладу, действия военных в северных штатах непропорциональны той угрозе, которую представляют собой мятежники. Действия военных характеризуются систематическими нападениями на мирных жителей и гражданские объекты. В некоторых случаях солдаты пользовались гражданскими как прикрытием. Солдаты жестоко насилуют женщин, часто происходят групповые изнасилования. В ходе пыток мужчин (чаще это мужчины «боеспособного возраста»), они также подвергаются сексуальному насилию.